# Brad Jones (football)
Pour les articles homonymes, voir Jones.
Pour son homonyme parfait, voir Brad Jones (football américain).
Bradley Scott « Brad » Jones, né le 19 mars 1982 à Armadale, est un footballeur international australien qui évolue au poste de gardien de but.

## Biographie
En 2010, il fait partie des 23 joueurs australiens sélectionnés pour la Coupe du monde 2010, mais n'y joue pas.
Le 24 mars 2011 il est prêté pour le reste de la saison à Derby County.
Pour la saison 2011-2012, il est le troisième choix comme gardien à Liverpool, derrière Pepe Reina et Doni.
Le 7 juillet 2016, il signe un contrat d'un an aux Pays-Bas au Feyenoord Rotterdam.
En juin 2018, il est sélectionné par l'entraineur Bert van Marwijk pour représenter l'Australie à la Coupe du monde 2018, où il ne joue aucun match.

## Palmarès

### En club
Middlesbrough FC
- Coupe de la Ligue  en 2004

 FC Liverpool
- Coupe de la Ligue  en 2012

 Feyenoord Rotterdam
- Championnat des Pays-Bas en 2017
- Coupe des Pays-Bas en 2018
- Supercoupe des Pays-Bas en 2017

 Al-Nassr
- Championnat d'Arabie saoudite en 2019
- Supercoupe d'Arabie saoudite en 2020, 2021

### En sélection
Australie
- Coupe d'Océanie de football
  - Champion : 2004
- Coupe d'Asie des Nations
  - Finaliste : 2011

## Vie privée
Le 19 novembre 2011 son fils Luca décède d'une leucémie à l'âge de 6 ans. Les joueurs de Liverpool porteront un brassard noir lors du match contre Chelsea en hommage au fils de leur coéquipier.